# Carbamat

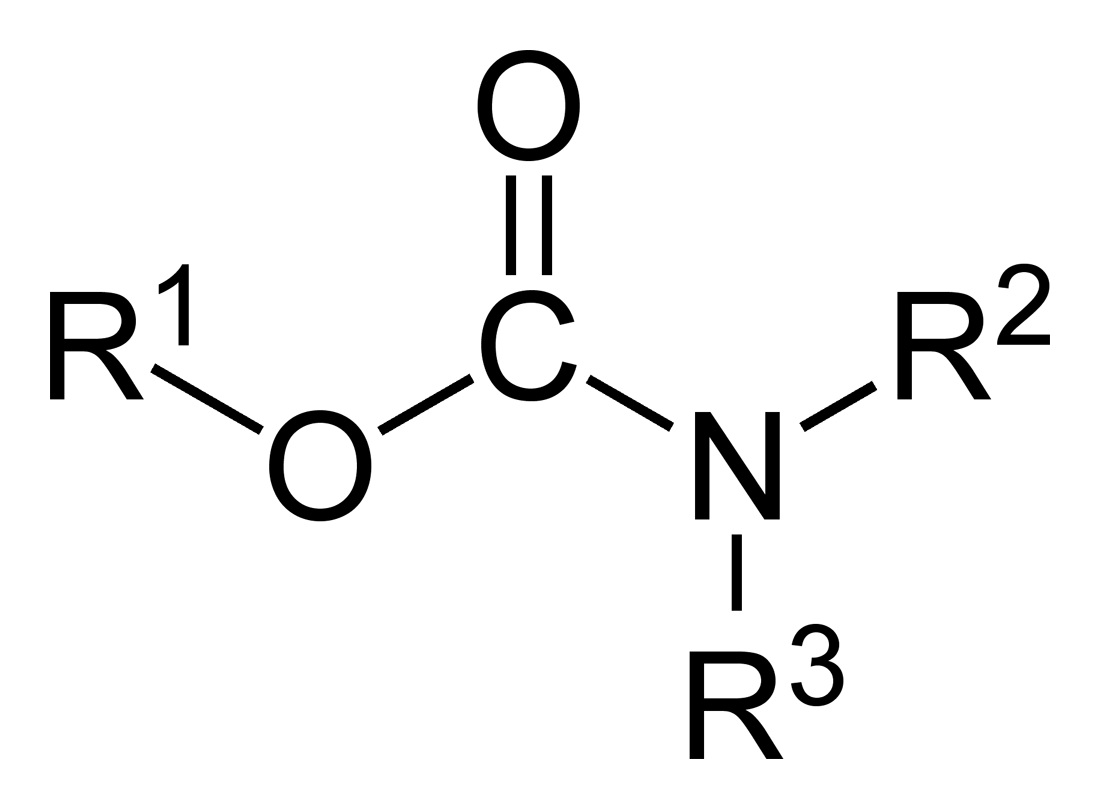
Estructura química dels carbamats.

Els carbamats són compostos orgànics derivats de l'àcid carbàmic (NH₂COOH). Tant els carbamats com els èsters de carbamat, i els àcids carbàmics són grups funcionals que es troben interrelacionats estructuralment i poden ser interconvertits químicament. Els èsters de carbamat s'anomenen també uretans.

## Síntesi
Els àcids carbàmics deriven d'amines:
R₂NH + CO₂ → R₂NCO₂H
L'àcid carbàmic és gairebé tan àcid com l'àcid acètic. La ionització d'un protó genera l'anió carbamat, que és la base conjugada de l'àcid carbàmic:
R₂NCO₂H → R₂NCO₂- + H+
Els carbamats també es poden obtenir a partir de la hidròlisi de cloroformamides:
R₂NC(O)Cl + H₂O → R₂NCO₂H + HCl
També es pot obtenir a partir d'una reacció de rearranjament de Curtiss, en la qual es fa reaccionar un isocianat amb un alcohol.
RNCO + R'OH → RNHCO₂R'

## Aplicacions
La sal inorgànica carbamat d'amoni és produïda a gran escala com intermediari químic en la producció del producte agroquímic urea a partir del amoníaci del diòxid de carboni.

### Els carbamats en la bioquímica
Els grups N-amino terminals dels residus químics de valina en les cadenes α- β- de la deoxihemoglobina existeixen en forma de carbamats. Això ajuda a estabilitzar la proteïna mentres es transforma en deoxihemoglobina i augmenta la seva tendència a alliberar l'oxigen que encara roman unit a la proteïna. La influència d'aquests carbamats en l'afinitat de l'hemoglobina pel O₂ s'anomena efecte Bohr.
Els grups ε-amino dels residus de lisina en la ureasa i fosfotriesterasa també es presenten com carbamats. El carbamat derivat de l'aminoimidazol és un intermediari en la biosíntesi de la inosina. Es genera carbamil fosfat abans que CO₂ a partir de la degradació metanogènica del carboxifosfat.

#### Captura del CO₂ mitjançant la ribulosa 1,5-bisfosfat carboxilasa
El carbamat és molt important en la captura del CO₂ inorgànic en la fotosíntesi vegetal. L'enzim RuBisCO (Ribulosa 1,5-bisfosfat carboxilasa/oxigenasa) fixa una molècula de diòxid de carboni en forma de carbamat a l'inici del Cicle de Calvin. En el lloc actiu de l'enzim, un ió Mg2+ es troba unit a uns residus químics dels aminoàcids àcid glutàmic, àcid aspàrtic i lisina, aquesta darrera en forma de carbamat. El carbamat es forma quan la cadena lateral de lisina no carregada pròxima a l'ió reacciona amb una molècula de diòxid de carboni provinent de l'aire, la qual cosa causa que aquesta adquireixi càrrega i, per tant, sigui capaç d'unir l'ió Mg2+.

## Carbamats d'ús comercial

### Insecticides carbamats

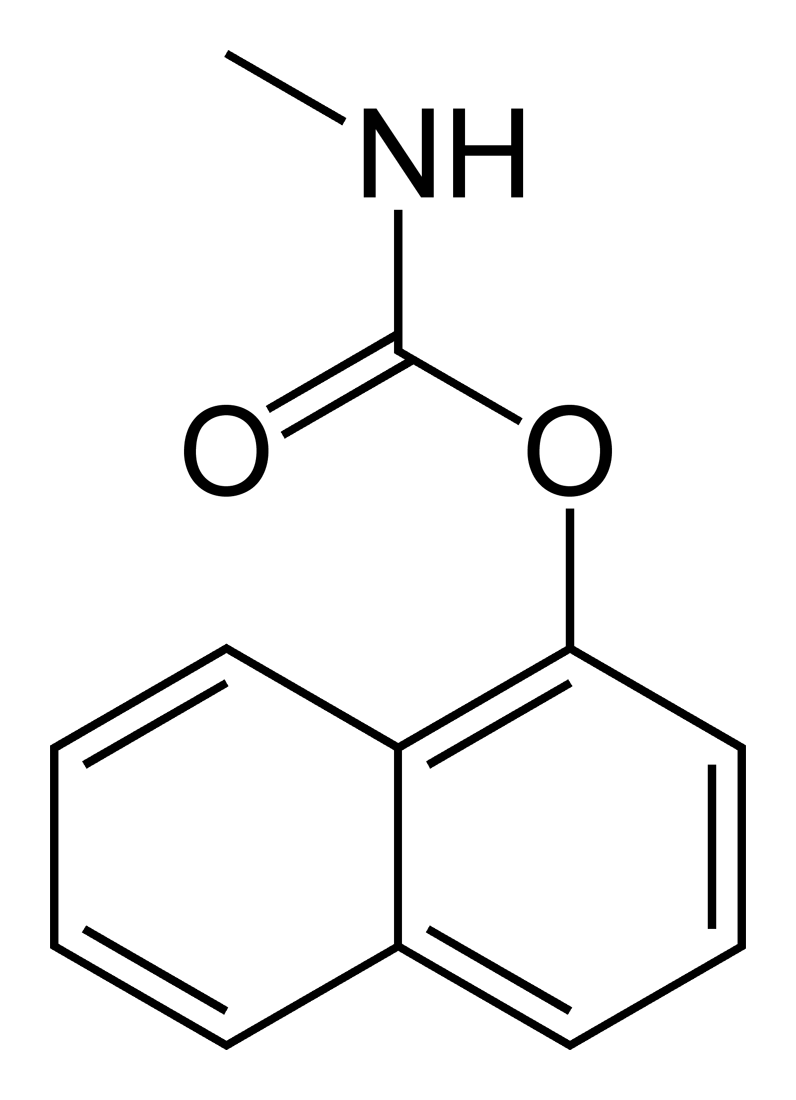
L'insecticida carbamat Carbaril

Els insecticides carbamats presenten un grup funcional format per un èster carbamat. Dins d'aquest grup hi ha els insecticides amb el nom d'aldicarb, carbofurà (Furadan), fenoxicarb, carbaril (Sevin), etienocarb, i fenobucarb. L'acció letal contra els insectes és per la inactivació reversible del seu enzim acetilcolinesterasa. Els insecticides organofosforats també inhibeixen aquest enzim però ho fan de manera irreversible i, per tant, causen un enverinament i una síndrome colinèrgica molt més severes.
El repel·lent d'insectes icaridin és un carbamat substituït.

### Poliuretans
Els Poliuretans contenen molts grups carbamat com a part de la seva estructura. El compost químic uretà no és component dels poliuretans. Aquests compostos polimèrics tenen una ampli marge de propietats i es troben comercialment en forma d'escumes elastòmers i sòlids. S'obtenen fent reaccionar diferents tipus d'alcohols amb isocianat.
RN=C=O + R'OH → RNHC(O)OR'

### Conservant i cosmètics
L'iodopropinil butilcarbamat és un conservador de la fusta i la pintura i també es fa servir en cosmètics.

### Ús en medicina
L'uretà o etil carbamat va ser usat fa temps com a agent antineoplàstic i altres propòsits medicinals, però finalment es va mostrar massa tòxic i a la llarga inefectiu. També va ser usat en veterinària.
Alguns altres carbamats es fan servir en farmacoteràpia, per exemple com inhibidors de la colinesterasa neostigmina i rivastigmina, les estructures de les quals estan basades en l'alcaloide natural fisostigmina. Altres exemples són el meprobamat i els seus derivats com són el carisoprodol, felbamat, i tibamat. Tots ells són un grup d'ansiolítics i relaxants musculars àmpliament usats en la dècada de 1960, abans que aparegués la benzodiacepina i que encara s'utilitzen an alguns casos actualment.

## Anàlegs sulfurats
Els anàlegs de carbamats en els quals un dels seus dos oxígens pot ser substituït per un àtom de sofre reben el nom de tiocarbmats (2 i 3). Si els dos àtoms d'oxigen s'han substituït per sofre són els ditiocarbamats (4), RSC(=S)NR₂.
Hi ha dos tipus d'isòmers estructurals del tiocarbamat:
- O-tiocarbamats (2), ROC(=S)NR₂, en els quals el grup carbonil (C=O) és substituït per un grup tiocarbonil (C=S)
- S-tiocarbamats (3), RSC(=O)NR₂, en els quals el grup R–O– és substituït per un grup R–S–

Els O-tiocarbamats poden isomeritzar-se a S-tiocarbamats, per exemple en la reacció d'arranjament de Newman-Kwart.

## Acció contaminant, persistència i degradació
La major part dels carbamats es fan servir com insecticides i herbicides. La majoria dels carbamats tenen una baixa toxicitat per la reversibilitat de la seva acció i la seva ràpida degradació. Les abelles en són una excepció i són molt sensibles a la presència de carbamats. Es poden bioacumular en peixos. La seva toxicitat és baixa en els mamífers. La major part dels seus metabòlits són menys tòxics i es biodegraden ràpidament.

La seva baixa pressió de vapor fa que es trobin principalment adsorbits en el sòl i l'aigua. poden ser metabolitzats pels microorganismes del sòl mitjançant hidròlisi o oxidació. La hidròlisi dels carbamats produeix l'alliberament d'alcohol i la formació d'àcid carbàmic, aquest àcid es descompon posteriorment a l'amina i diòxid de carboni.